# 詹尼·博尼雄
詹尼·博尼雄（義大利語：Gianni Bonichon，1944年10月13日—2010年1月3日），意大利男子雪车运动员。他曾代表意大利参加1972年冬季奥林匹克运动会雪车比赛，联同内维奥·德佐尔多、阿德里亚诺·弗拉西内利和科拉多·达尔法布罗获得男子四人银牌。